# Gra (Torrefeta i Florejacs)
Gra és una entitat de població de la Segarra que pertany al municipi de Torrefeta i Florejacs. Està situat a llebeig de Sant Martí de la Morana, al capdamunt d'una elevació de 470 m a la riba esquerra del torrent del Passerell. La festa major se celebra per Sant Isidre (15 de maig). Actualment hi viuen 19 veïns. Conserva un nucli antic ja esmentat l'any 1031, on hi destaca l'antic castell de Gra, també documentat ja el segle xi. El segle xix, comptava amb una quarantena d'habitants, ja depenia de l'ajuntament de Florejacs i les terres contigües eren ocupades per conreus d'oliveres, nogueres, pruneres i ametllers.
A llevant del nucli hi trobem l'església de Sant Salvador de Gra, temple barroc però que conserva un absis romànic. Altres monuments d'interès local que es conserven a la rodalia del llogaret són Santa Maria de Tauladells, priorat actualment en ruïnes, el molí de la Casa Nova i l'ermita neoromànica de la Mare de Déu de les Flors de Maig, indret en el qual se celebra un aplec cada primer de maig.